# Яков'юк Марія Миколаївна
Марія Миколаївна Яков'юк (25 листопада 1912, село Рудливе?, тепер Млинівського району Рівненської області — ?) — українська радянська діячка, селянка, діяч КПЗУ, голова Волинського обласного комітету професійної спілки працівників лісу і сплаву. Депутат Верховної Ради СРСР 1-го скликання (1940—1946 роки). 

## Біографія
Народилася в бідній селянській родині. З юних років працювала у сільському господарстві, наймитувала. Проживала у селі Рудливе Княгининської гміни на Дубненщині.
У вересні 1930 року за революційну діяльність була заарештована польською поліцією і два місяці перебувала у Дубенській в'язниці. За відсутністю доказів у комуністичній діяльності була випущена на волю. У 1932 році знову була заарештована польською владою, але незабаром звільнена.
Член Комуністичної партії Західної України з 1934 року.
Входила до складу підпільного Княгнинського районного комітету КПЗУ, проводила масово-політичну роботу серед молоді і жінок, брала участь у підготовці Млинівського ярмаркового страйку. У квітні 1936 року знову була заарештована польською поліцією.
У 1937 році на процесі у місті Дубно засуджена польським судом до дев'яти років ув'язнення та десяти років позбавлення громадянських прав. Відбувала покарання у жіночій в'язниці у Фордоні. У вересні 1939 року звільнена із ув'язнення Червоною армією.
22 жовтня 1939 року була обрана депутатом Народних зборів Західної України.
У кінці 1939—1941 роках — голова Волинського обласного комітету професійної спілки працівників лісу і сплаву.
З 1941 року перебувала в евакуації, працювала в апараті ЦК профспілки працівників лісу і сплаву СРСР. Член ВКП(б).
Потім повернулася до Волинської області, де працювала на профспілковій роботі.
Обиралася заступником голови виконавчого комітету Луцької міської ради депутатів трудящих Волинської області.
Потім — персональний пенсіонер у місті Луцьку. Померла у 1990-их роках.

## Нагороди
- медалі